# Минейрус
Минейрус (порт. Mineiros) — муниципалитет в Бразилии, входит в штат Гояс. Составная часть мезорегиона Юг штата Гойас. Входит в экономико-статистический микрорегион Судуэсти-ди-Гояс. Население составляет 61 623 человека на 2016 год. Занимает площадь 9060,091 км². Плотность населения — 5,84 чел./км².

## История
Город основан 31 октября 1939 года.

## Статистика
- Валовой внутренний продукт на 2014 год составляет 195 812,00 реалов (данные: Бразильский институт географии и статистики)[1].
- Валовой внутренний продукт на душу населения на 2014 год составляет 32 292,87 реала (данные: Бразильский институт географии и статистики)[1].
- Индекс человеческого развития на 2010 год составляет 0,718 (данные: Программа развития ООН)[2].

## География
Климат местности: тропический.